# وكالة الدفاع اللوجستية
وكالة الدفاع اللوجستية ( DLA ) هي وكالة دعم قتالية في وزارة الدفاع بالولايات المتحدة، تضم أكثر من 26000 من الأفراد المدنيين والعسكريين في جميع أنحاء العالم. تقع في 48 ولاية و 28 دولة، وتوفر الإمدادات للخدمات العسكرية وتدعم حيازتها للأسلحة والوقود وقطع الغيار والمواد الأخرى. تتخلص الوكالة أيضًا من معدات زائدة أو غير صالحة للاستعمال من خلال برامج مختلفة.
من خلال الوكالات الفيدرالية الأمريكية الأخرى، تساعد أيضًا في توفير إمدادات الإغاثة لضحايا الكوارث الطبيعية، فضلاً عن المساعدات الإنسانية للاجئين والمشردين داخلياً .

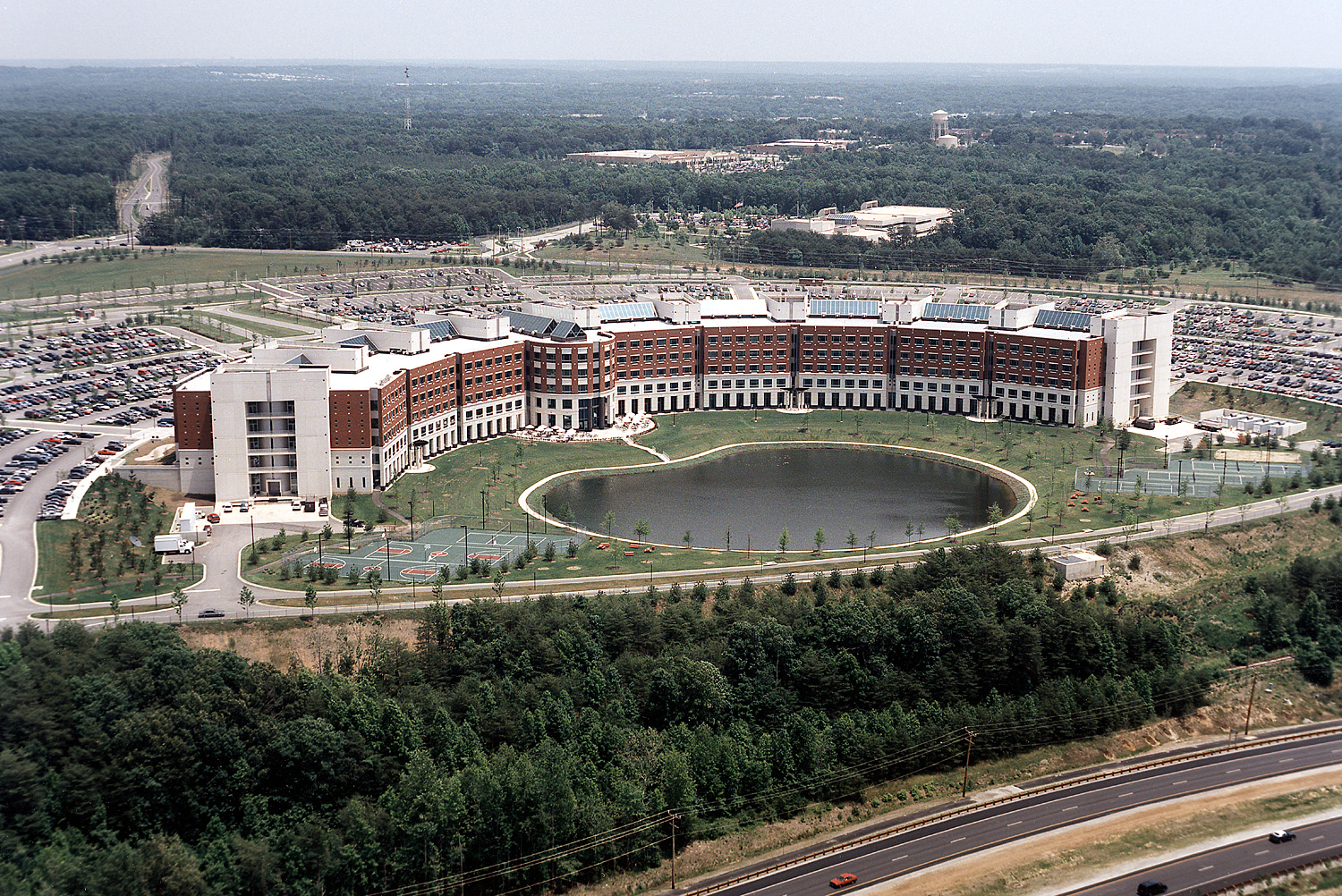
مبنى مقر وكالة لوجستيات الدفاع في فورت بلفوار ، فرجينيا

## روابط خارجية
- وكالة الدفاع اللوجستية
- عمليات DLA اللوجستية للمعلومات
- خدمات التخلص من DLA
- مكتب معايير الإدارة اللوجستية للدفاع
- اللوائح الفيدرالية المقترحة والنهائية من وكالة الدفاع اللوجستية